# Louis Charles Breguet
Louis Charles Breguet (París, 2 de enero de 1880 - Saint-Germain-en-Laye, Francia, 4 de mayo de 1955) fue un diseñador y constructor de aviones francés, uno de los pioneros de la aviación.

## Biografía

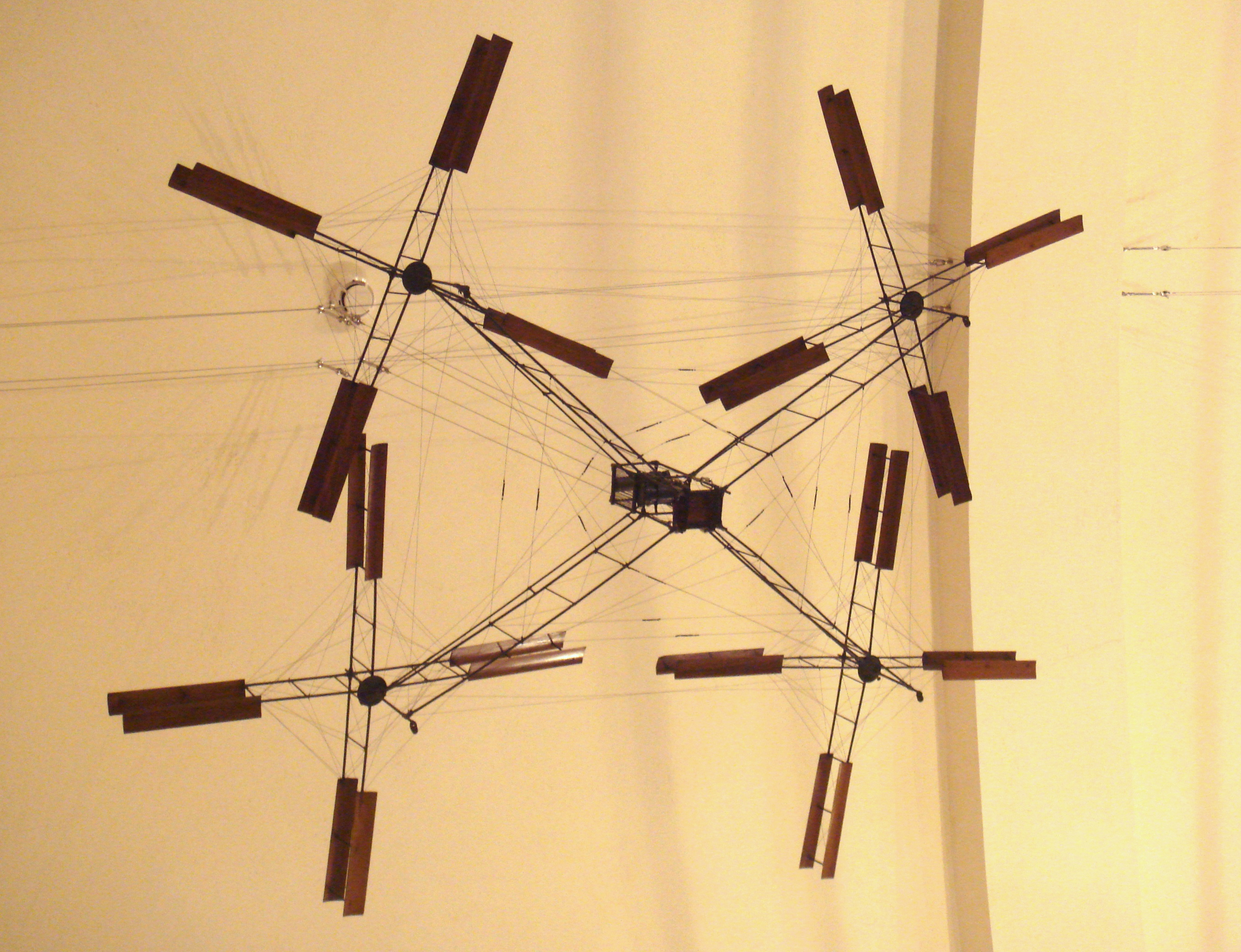
Giroplano Breguet-Richet (1907).Musée des Arts et Métiers, París.

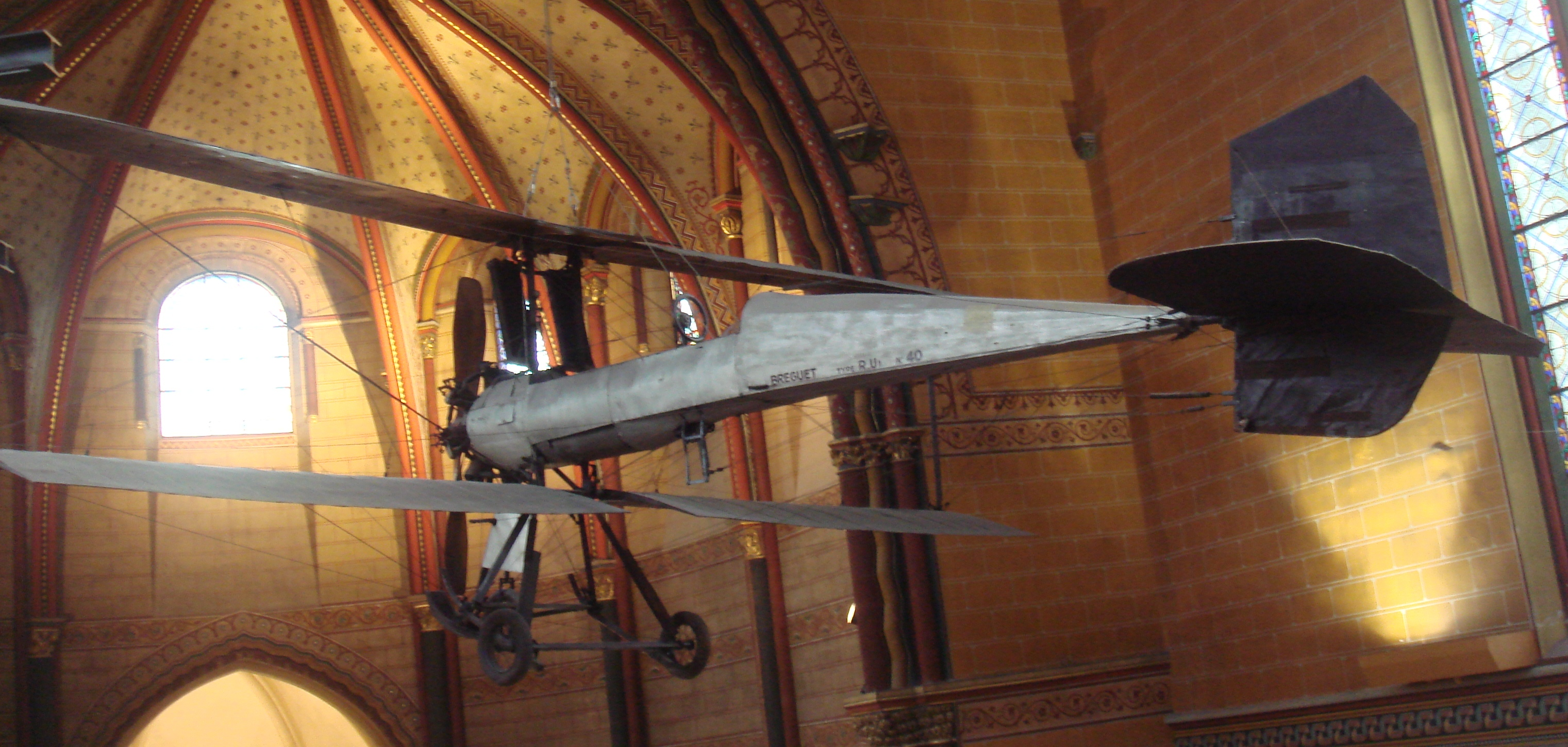
Biplano de Breguet ben 1911, Tipo R.U1 No.40. Musée des Arts et Métiers, París.

Era tataranieto de Abraham-Louis Breguet (1747-1823), fundador de la compañía relojera Breguet y nieto de Louis Breguet (1804-1883), que contribuyó al desarrollo del telégrafo eléctrico.
En 1902, Louis contrajo matrimonio con Nelly Girardet, la hija del pintor Eugène Girardet. Tuvieron cinco hijos.
En 1905, junto con su hermano Jacques, y guiados por Charles Richet, comenzaron a trabajar en un giroplano (el antecesor de un helicóptero) con alas flexibles. En 1907 consiguen el primer ascenso de una nave voladora vertical pilotada. En 1909 construyó su primer avión de alas fijas, el Breguet Type I, volando con éxito antes de estrellarse en la Grande Semaine d'Aviation que tuvo lugar en Reims. En 1911 fundó la Société anonyme des ateliers d’aviation Louis Breguet, y en 1912 construyó su primer hidroplano.
Breguet es especialmente conocido por su desarrollo de los aviones de reconocimiento que utilizaron los franceses en la Primera Guerra Mundial y a lo largo de la década de 1920. Fue uno de los pioneros en la construcción de aviones de metal con el Breguet 14, un bombardero diurno monomotor, tal vez uno de los aviones de guerra franceses más utilizados de su tiempo. Tenía una estructura completamente construida de elementos estructurales de aluminio. Este modelo no solo fue usado por las tropas francesas, sino que también los dieciséis escuadrones de la fuerza Expedicionario Americana lo utilizaron. Una aeronave de este tipo tuvo un rol destacado en el argumento de la novela de suspense de 1927 "So Disdained" de Nevil Shute.
En 1919, fundó la Compagnie des Messageries Aériennes, que posteriormente será la base de Air France.
A lo largo de los años, sus aviones establecieron varios récords. Un avión Breguet realizó el primer cruce sin escala del Atlántico Sur en 1927. Otro avión realizó un vuelo de 7 200 km a través del Océano Atlántico en 1933, el vuelo sin escala más largo del Atlántico hasta ese momento.